# 25963 Elisalin
25963 Elisalin è un asteroide della fascia principale. Scoperto nel 2001, presenta un'orbita caratterizzata da un semiasse maggiore pari a 2,3218031 UA e da un'eccentricità di 0,1325226, inclinata di 4,44749° rispetto all'eclittica.